# Fred Cavayé
Fred Cavayé (Rennes, 14 de desembre de 1967) és un guionista i director de cinema francès.

## Biografia
Fred Cavayé va créixer a Rennes. Després d'estudiar a La Motte Brûlon college, es va convertir en fotògraf de moda i va dirigir quatre curtmetratges entre 1996 i 2003.
Va rodar el seu primer llargmetratge el 2008, el thriller Pour elle, coescrit amb Guillaume Lemans i interpretat per Vincent Lindon i Diane Kruger. La pel·lícula és el tema d'un remake estatunidenc Els tres dies següents (2010) de Paul Haggis, amb Russell Crowe i Elizabeth Banks.
Cavayé continua la seva col·laboració amb Lemans per participar en l'escriptura de La Guerre des miss de Patrice Leconte, que també es va estrenar el 2008.
El 2010, va reunir Gilles Lellouche i Roschdy Zem per al thriller Compte enrere, sempre amb Lemans com a coautor. Després, el duet va escriure el guió del tercer thriller del director, Mea Culpa, que es va estrenar el 2014 i protagonitzat per Gilles Lellouche i Vincent Lindon.
El 2016, Cavayé va provar la comèdia amb Radin!. La pel·lícula, protagonitzada per Dany Boon i Laurence Arné, va tenir un gran èxit a França on va superar els dos milions d'entrades. Per a la seva propera pel·lícula, Cavayé es manté en un registre força còmic amb Le Jeu, remake del 2018 de la pel·lícula italiana Perfetti sconosciuti (2016) de Paolo Genovese. Els protagonists foren Bérénice Bejo, Vincent Elbaz, Suzanne Clément, Roschdy Zem, Doria Tillier i Stéphane De Groodt.
Cavayé va canviar de registre el 2022 amb Adeu, Senyor Haffman, adaptació d'una obra de  Jean-Philippe Daguerre. Aquest drama que té lloc durant l'l'Ocupació és protagonitzat per Daniel Auteuil, Sara Giraudeau i Gilles Lellouche.
Un partidari incondicional de l'Stade Rennais, Cavayé s'hi refereix regularment a les seves pel·lícules.

## Filmografia

### Director

#### Curtmetratges
- 1996 : Jean-René
- 1999 : J
- 2001 : Chedope
- 2003 : À l'arraché
- 2012 : Les Infidèles - segment Le Prologue

#### Llargmetratges

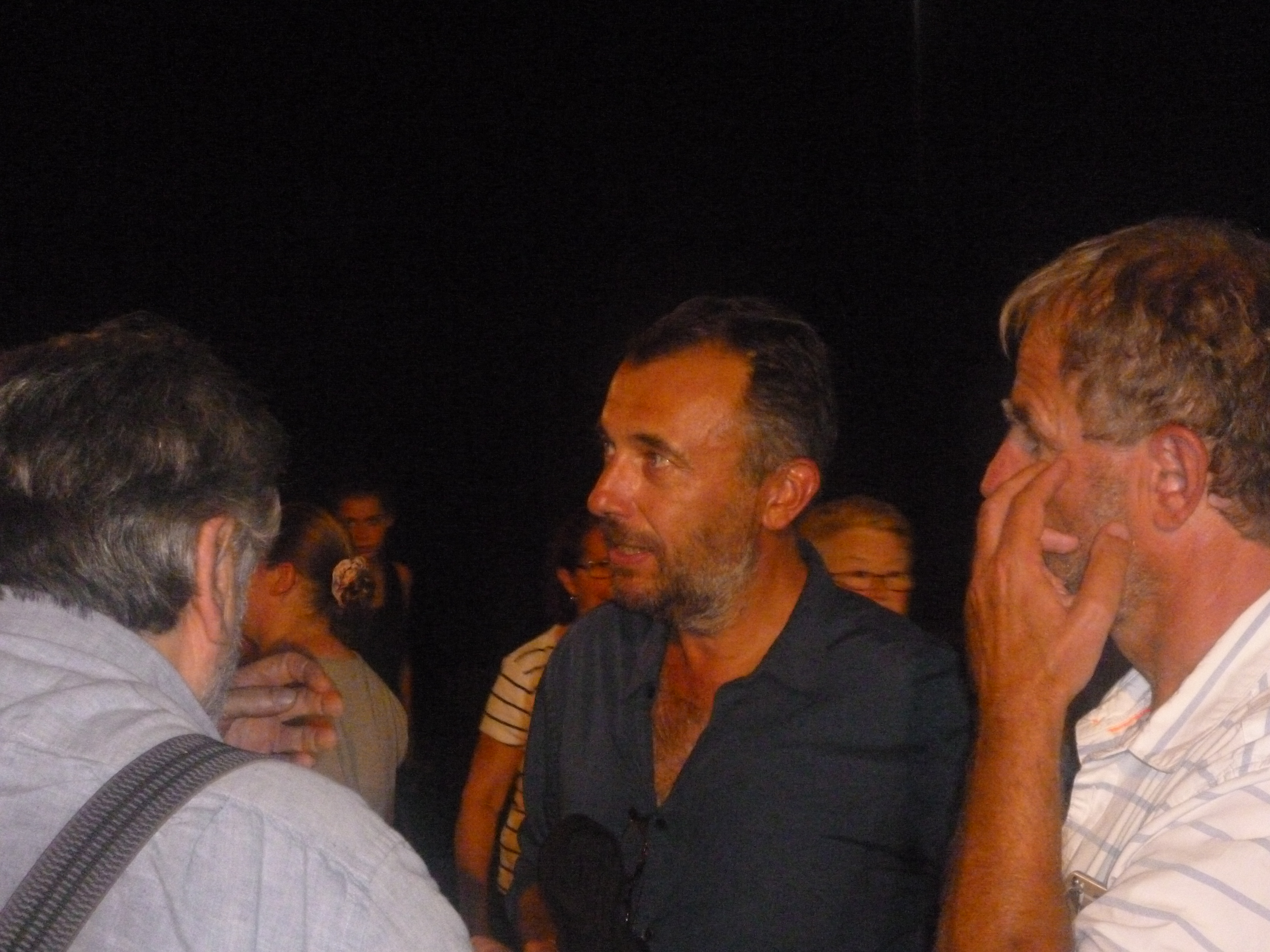
Fred Cavayé a l'estrena de Radin !, el 25 d’agost de 2016 a Beauvais.

- 2008 : Pour elle
- 2010 : Compte enrere
- 2014 : Mea Culpa
- 2016 : Radin !
- 2018 : Le Jeu
- 2021 : Adeu, Senyor Haffman
- 2024 : Les Chèvres !

### Guionista
Fred Cavayé és guionista de les pel·lícules que ha dirigit.
- 2008 : La Guerre des miss de Patrice Leconte
- 2018 : Nox (série TV)